# Augustijnenkerk (Mainz)
De Augustijnenkerk is een katholieke kerk in de Duitse stad Mainz. De barokke kerk werd gebouwd op de fundamenten van een middeleeuwse kerk door de kluizenaars van de augustijnen (Ordo Sancti Ermitarum Augustini). Het gebouw is de kerk van het seminarie van het katholieke bisdom Mainz. Tijdens de Tweede Wereldoorlog ontsnapte de kerk als een van de weinige kerken van Mainz en enige binnenstadskerk aan de vernietigende bombardementen op de stad.

## Geschiedenis
In het jaar 1260 arriveerden in Mainz de augustijner broeders die met de toestemming van de aartsbisschop van Mainz het plan hadden een kerk te stichten voor hun congregatie. De huidige kerk werd in de jaren 1768-1771 gebouwd op de plek van deze gotische voorganger. Met het laatste belangrijke besluit van de Rijksdag van het Heilige Roomse Rijk in 1803 werd de fraterniteit opgeheven. Na de opheffing van het klooster werden de gebouwen in 1805 overgedragen aan het seminarie van het bisdom en de kerk werd daarmee een seminariekerk.

## De bouw
De kerk is ondanks de late bouwperiode nog duidelijk in de stijl van de barok opgetrokken. Vanwege de omringende gebouwen is van de kerk slechts de gevel te zien. Boven het portaal bevindt zich een beeldengroep van Nikolas Binterim dat de Kroning van Maria voorstelt. De Koningin van de Hemel wordt door Augustinus van Hippo, beschermheilige en schrijver van de kloosterregels van de augustijner orde, en zijn moeder Monica van Hippo geflankeerd.

## Interieur
Het rijk gedecoreerde interieur neigt naar de rococo. De grote altaren zijn in de stijl van de rococo, maar er zijn voorzichtige invloeden van het classicisme te bespeuren. De plafondfresco's werd in 1772 door Johann Baptist Enderle aangebracht. In de kerk bevindt zich bovendien een beeld van de Moeder Gods uit 1420, dat bij de afbraak van de gotische Onze-Lieve-Vrouwekerk tegenover de Mainzer Dom naar de Augustijnerkerk werd overgebracht. Als een van de weinige voorbeelden is het barokke orgel uit 1773 van de beroemde orgelbouwerfamilie Stumm grotendeels in originele staat behouden gebleven.

## Aanbouw
De voormalige kloostergebouwen en huidige ruimten voor het seminarie bevinden zich zuidelijk en oostelijk van de kerk en werden tussen 1737-1753 gebouwd. De zuidelijke vleugel bezit net als de kerk ook een prachtig portaal met beelden van Nikolas Binterim.

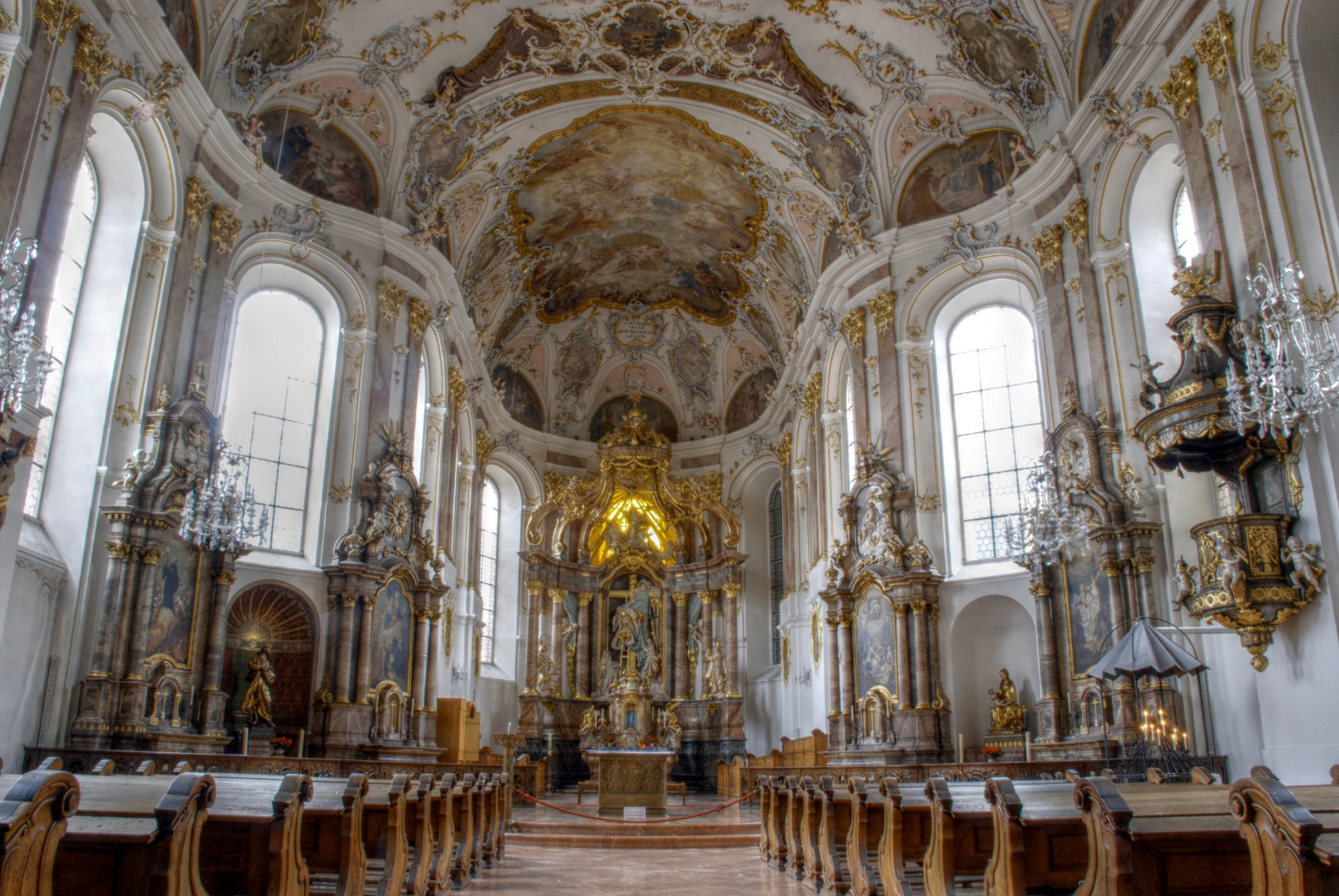
Overzicht interieur
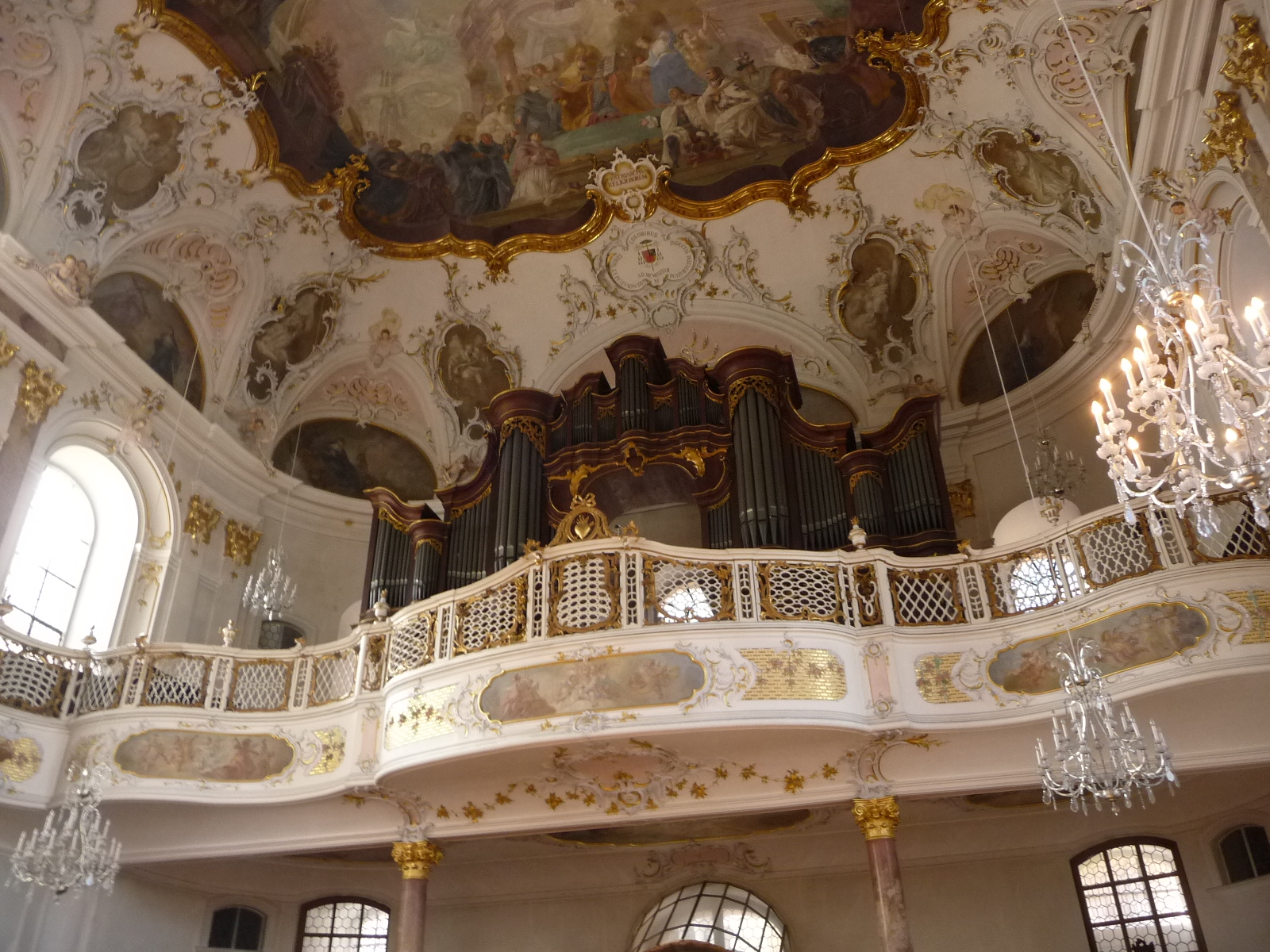
Het Stumm-orgel
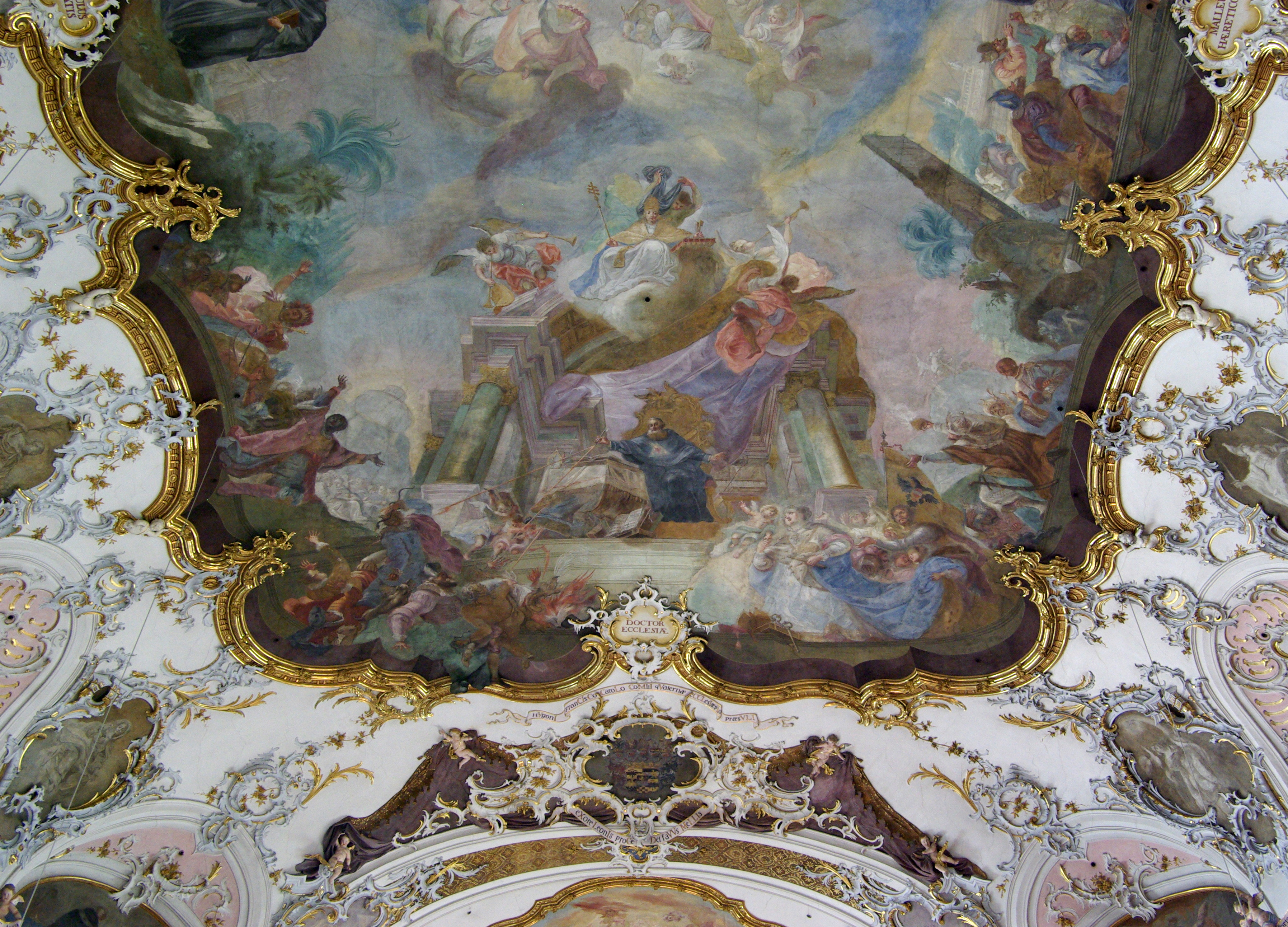
Plafondbeschildering